# CICS
IBM CICS (Customer Information Control System) — это семейство серверов приложений, которые обеспечивают онлайн-управление транзакциями и связь для приложений в системах мэйнфреймов IM под управлением z/OS и z/VSE. Сама IBM, также, определяет класс этого программного обеспечения как монитор транзакций.
Продукты семейства CICS разработаны как промежуточное программное обеспечение и поддерживают быструю онлайн-обработку больших объемов транзакций. Транзакция CICS — это единица обработки, инициируемая одним запросом, который может повлиять на один или несколько объектов. Эта обработка обычно интерактивна (ориентирована на экран), но возможны фоновые транзакции.
Сервер транзакций CICS (CICS TS) является основным продуктом семейства CICS и предоставляет службы, расширяющие или заменяющие функции операционной системы. Эти службы могут быть более эффективными, чем общие службы операционной системы, а также более простыми для использования программистами, особенно в отношении связи с различными терминальными устройствами.
Приложения, разработанные для CICS, могут быть написаны на различных языках программирования и использовать предоставленные CICS языковые расширения для взаимодействия с такими ресурсами, как файлы, подключения к базе данных, терминалы, или для вызова таких функций, как веб-службы. CICS управляет всей транзакцией таким образом, что если по какой-либо причине часть транзакции завершается сбоем, все восстанавливаемые изменения могут быть отменены.
Недавние усовершенствования CICS TS включают новые возможности для улучшения опыта разработчиков, включая выбор API, фреймворков, редакторов и инструментов сборки, и в то же время предоставляют обновления в ключевых областях безопасности, отказоустойчивости и управления. В более ранних, недавних выпусках CICS TS обеспечивалась поддержка веб-служб и Java, обработки событий, каналов Atom и интерфейсов RESTful API.

## История
CICS предшествовала более ранняя однопоточная система обработки транзакций IBM MTCS. Позже был разработан «мост MTCS-CICS», позволяющий выполнять транзакции MTCS в CICS без изменения исходных прикладных программ.
Первоначально CICS была разработана в Соединенных Штатах в Центре разработки IBM в Дес-Плейнс, штат Иллинойс. Разработка велась с 1966 года. Первоначально для решения задач предприятий коммунального хозяйства. Первая версия CICS была анонсирована в 1968 году под названием «Система управления информацией о клиентах коммунальных услуг» или PU-CICS. Сразу стало ясно, что продукт применим во многих других отраслях, поэтому префикс Public Utility был исключен уже в первом релизе CICS 8 июля 1969 года, который был выпущен вскоре после релиза системы управления базами данных IMS.
В течение следующих нескольких лет CICS разрабатывалась в Пало-Альто и считалась менее важным продуктом, чем IMS, которую IBM тогда считала более стратегической. Однако CICS поддерживало давление клиентов. Когда в 1974 году IBM решила прекратить разработку CICS, чтобы сконцентрироваться на IMS, ответственность за разработку CICS взяла на себя лаборатория IBM в Херсли в Великобритании, которая только что прекратила работу над компилятором PL/I и поэтому имела контакты со многими клиентами IBM, использовавшими CICS. Основная работа по разработке продолжается в Херсли и сегодня, вклад, также, вносился лабораториями в Индии, Китае, России, Австралии и США.